# L'Agnès du port
Pour plus de détails, voir Fiche technique et Distribution.
L'Agnès du port (grec moderne : Η Αγνή του λιμανιού, I Agni tou limaniou), parfois Le Lys du port ou L'Agni du port, est un film grec réalisé par Yórgos Tzavéllas et sorti en 1952.
Le film fait partie d'un genre qui naît dans les années 1950 à partir du mélodrame. Sur une trame mélodramatique, les auteurs ont ajouté des éléments de néoréalisme ainsi que de l'humour.
L'Agnès du port est inspiré de La Marie du port de Marcel Carné. Il fut premier au box-office de la saison 1952-1953.

## Synopsis
Le capitaine au long cours Giakoumis prend sa retraite à terre aux côtés de sa femme et de son fils adoptif Andrea qui s'apprête lui aussi à devenir officier de marine. Cependant, il a eu une fille Agnès (Agni en grec), avec une prostituée, Maria. Lorsque celle-ci meurt, sa dernière volonté est que le père reconnaisse sa fille. Il s'y refuse car Agnès est elle aussi devenue prostituée. Pour se venger, elle séduit son demi-frère afin de détruire sa réputation. Mais, elle finit par tomber amoureuse de lui et est sauvée par l'amour.

## Fiche technique
- Titre : L'Agnès du port
- Titre original : grec moderne : Η Αγνή του λιμανιού (I Agni tou limaniou)
- Réalisation : Yórgos Tzavéllas
- Scénario : Yórgos Tzavéllas
- Production : Filopímin Fínos
- Société de production : Finos Film
- Directeur de la photographie : Giannis Chatzopoulos et Aristidis Karydis Fuchs
- Montage :
- Direction artistique : Phaidon Molfessis
- Costumes : Phaidon Molfessis
- Musique : Mános Hadjidákis
- Paroles des chansons : Níkos Gátsos pour Chartino fengaraki
- Pays d'origine :  Grèce
- Langue : Grec
- Format : Noir et blanc — 35 mm — 1,37:1 — Son : Mono
- Genre : Comédie dramatique, Comédie de mœurs, Mélodrame
- Durée : 86 minutes
- Date de sortie : 1952

## Distribution
- Eleni Hatziargyri (el)
- Alekos Alexandrakis
- Giorgos Glions
- Lakis Skellas
- Eleni Zaphiriou (en)
- Anna Kyriakou
- Nikos Rizos
- Smaragda Veaki
- Thanassis Tzeneralis (el)
- Liakos Christoyannopoulos (el)
- Giorgos Tzifos (en)
- Mános Hadjidákis